# Ușurei (okręg Vâlcea)
Ușurei – wieś w Rumunii, w okręgu Vâlcea, w gminie Șușani. W 2011 roku liczyła 527 mieszkańców.